# Киска
Киска (енгл. Kiska) је ненасељено острво САД које припада савезној држави Аљасци. Површина острва износи 278 ².